# Mary Aikenhead

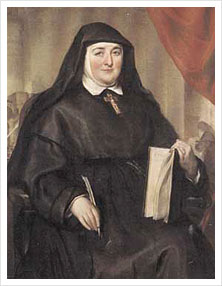
Mary Aikenhead

Mary Aikenhead (Cork, 19 gennaio 1787 – Harold's Cross, 22 luglio 1858) è stata una religiosa irlandese, fondatrice della congregazione delle Suore di Carità.

## Biografia
Nata da padre protestante e madre cattolica, fu cresciuta nella fede del padre che però si convertì al cattolicesimo nel 1801, sul letto di morte.
La Aikenhead fu ricevuta nella Chiesa cattolica il 6 gennaio 1802.
Conobbe Daniel Murray, futuro arcivescovo di Dublino, che la spinse a fondare un nuovo istituto religioso; compì il noviziato a York e nel 1815 tornò in Irlanda, dove aprì un orfanotrofio da cui ebbe origine la congregazione delle suore di carità.
Nel 1831 fu colpita da un'infiammazione alla spina dorsale che la rese inferma per il resto della vita: continuò a governare il suo istituto tramite lettere fino alla morte.
La sua causa di beatificazione fu introdotta presso la congregazione dei riti il 20 marzo 1921.
Il 18 marzo 2015 papa Francesco ha autorizzato la congregazione delle cause dei santi a promulgare il decreto riguardante le virtù eroiche della religiosa, riconoscendole il titolo di venerabile.
La sua salma è sepolta nel cimitero delle suore di carità a Donnybrook.